# Hugo Hellqvist
Hugo Edvard Hellqvist, född 16 juli 1907 i Uppsala, död 28 mars 1991 i Stockholm, var en svensk trafikexpert.
Hellqvist blev juris kandidat 1933, biträdande jurist 1936, ombudsman och kanslichef 1939 och 1943 verkställande direktör i Trafikförsäkringsföreningen. Hellqvist var under 1940-talet en av de mest aktiva krafterna i strävandena att nå en bättre trafikkultur. Han var sakkunnig i Kommunikationsdepartementet 1943–1944 i frågor rörande vägtrafiken och trafiksäkerhetskampanjen.